# Warren B. Offutt
| Entdeckte Asteroiden: 16 | Entdeckte Asteroiden: 16 |
| ------------------------ | ------------------------ |
| Nummer und Name          | Entdeckungsdatum         |
| (12438) 1996 CZ          | 9. Februar 1996          |
| (23702) 1997 QE1         | 28. August 1997          |
| (39672) 1996 BF1         | 22. Januar 1996          |
| (43997) 1997 QX          | 29. August 1997          |
| (46695) 1997 CX13        | 4. Februar 1997          |

Warren B. Offutt (* 13. Februar 1928 in Brooklyn, New York; † 20. September 2017 in Cloudcroft, New Mexico) war ein US-amerikanischer Ingenieur, Amateurastronom und Asteroidenentdecker.
Im Zeitraum zwischen 1996 und 1997 entdeckte er an seinem privaten W & B-Observatorium in Cloudcroft in New Mexico insgesamt 16 Asteroiden.
Seine Beobachtung des später Sycorax benannten Uranusmonds trug wesentlich zur genauen Bahnbestimmung desselben bei.
Der Asteroid (7639) Offutt wurde anlässlich seines 70. Geburtstags nach ihm benannt.